# Championnats du monde de trampoline 1986
Navigation
Édition précédente Édition suivante
Les championnats du monde de trampoline 1986, quatorzième édition des championnats du monde de trampoline, ont eu lieu du 16 au 18 octobre 1986 à Paris, en France.

## Podiums
| Épreuves                                    | Or                                                                            | Argent                                                                                       | Bronze                                                                           |
| ------------------------------------------- | ----------------------------------------------------------------------------- | -------------------------------------------------------------------------------------------- | -------------------------------------------------------------------------------- |
| Hommes                                      |                                                                               |                                                                                              |                                                                                  |
| Trampoline par équipes résultats détaillés  | Allemagne de l'Ouest Michael Kuhn Jorh Roh Ralf Pelle Karl Heinz Huninghake   | Union soviétique Sergrei Nestreliai Dimitri Poliarush Vadim Krasnochapka Igor Galimbatoviski | France Laurent Mainfray Lionel Pioline Hubert Barthod Daniel Péan                |
| Double Mini par équipes résultats détaillés | Australie Brett Austine Adrian Wareham Steve Evetts Tony Moxham               | Allemagne de l'Ouest Dieter Wozniak Thorsten Hartmann Olaf Schmidt Christian Poliath         | États-Unis Chad Fox Eric Colca Terry Butler Karl Heger                           |
| Tumbling par équipes résultats détaillés    | États-Unis Jerry Hardy Chad Fox Kevin Ekberg Nate Taylor                      | France Didier Semmola Christophe Lambert Philippe Chapus Pascal Eouzan                       | Pologne Skawomir Borejszo Andrzej Gartska Krzysztof Wilousz Zbigmiew Bachor      |
| Individuel résultats détaillés              | Lionel Pioline (FRA)                                                          | Michael Kuhn (FRG)                                                                           | Ralf Pelle (FRG)                                                                 |
| Double Mini résultats détaillés             | Brett Austine (AUS)                                                           | Terry Butler (USA)                                                                           | Chad Fox (FRG)                                                                   |
| Tumbling résultats détaillés                | Jerry Hardy (USA)                                                             | Didier Semmola (FRA)                                                                         | Andrzej Garstka (POL)                                                            |
| Synchro résultats détaillés                 | Igor Bogachev (URS) Vadim Krassnochapka (URS)                                 | Lionel Pioline (FRA) Hubert Barthod (FRA)                                                    | Sergey Nestrelyai (URS) Igor Gelimbatovskiy (URS)                                |
| Femmes                                      |                                                                               |                                                                                              |                                                                                  |
| Trampoline par équipes résultats détaillés  | Union soviétique Irena Bludova Lilia Ivanova Tatiana Lushina Irina Slonova    | Royaume-Uni Andrea Holmes Sue Shotton Sachelle Halford Kyrstyan McDonald                     | Allemagne de l'Ouest Ute Oder Hiltrud Roewe Beate Kruswicki Sussanne Rheinshmidt |
| Double Mini par équipes résultats détaillés | Allemagne de l'Ouest Nicole Kruger Heike Holthoff Bettina Lehmann Gabi Dreier | Canada Marie Andrée-Richard Vicki Bullock Christine Tough Donna Tough                        | Australie Lisa Newman-Morris Liz Jensen Natalie Abreu                            |
| Tumbling par équipes résultats détaillés    | États-Unis                                                                    | France Sandrine Vacher Isabelle Jagueux Corinne Robert Surya Bonaly                          | Pologne                                                                          |
| Individuel résultats détaillés              | Tatyana Luzhina (URS)                                                         | Irina Slonova (URS) Andrea Holmes (GBR)                                                      |                                                                                  |
| Double Mini résultats détaillés             | Bettina Lehmann (FRG)                                                         | Marie Andre-Richard (CAN)                                                                    | Gabi Dreier (FRG)                                                                |
| Tumbling résultats détaillés                | Jill Hollembeak (USA)                                                         | Sandrine Vacher (FRA)                                                                        | Isabelle Jagueux (FRA)                                                           |
| Synchro résultats détaillés                 | Tatyana Luzhina (URS) Yelena Merkulova (URS)                                  | Irina Bludova (URS) Liliya Ivanova (URS)                                                     | Hiltrud Röwe (FRG) Bafke Spang (FRG)                                             |

## Tableau des médailles
| Rang | Nation               | Or | Argent | Bronze | Total |
| ---- | -------------------- | -- | ------ | ------ | ----- |
| 1    | Union soviétique     | 4  | 3      | 1      | 8     |
| 2    | États-Unis           | 4  | 1      | 1      | 6     |
| 3    | Allemagne de l'Ouest | 3  | 2      | 5      | 10    |
| 4    | Australie            | 2  | 0      | 1      | 3     |
| 5    | France               | 1  | 5      | 2      | 8     |
| 6    | Royaume-Uni          | 0  | 2      | 0      | 2     |
| 6    | Canada               | 0  | 2      | 0      | 2     |
| 8    | Pologne              | 0  | 0      | 3      | 3     |